# گوش‌خیزک‌های نواری
گوش‌خیزک‌های نواری (نام علمی: Labiduridae) نام یک تیره از راسته گوش‌خیزک است.
اعضای این خانواده از گوش‌خیزک‌های معمولی باغ‌ها هستند که طول آنها ۱۰ تا ۱۵ میلیمتر است. از میوه و برگ‌های گیاهان تغذیه می‌کنند.